# Cristóbal Rodríguez (archivero)

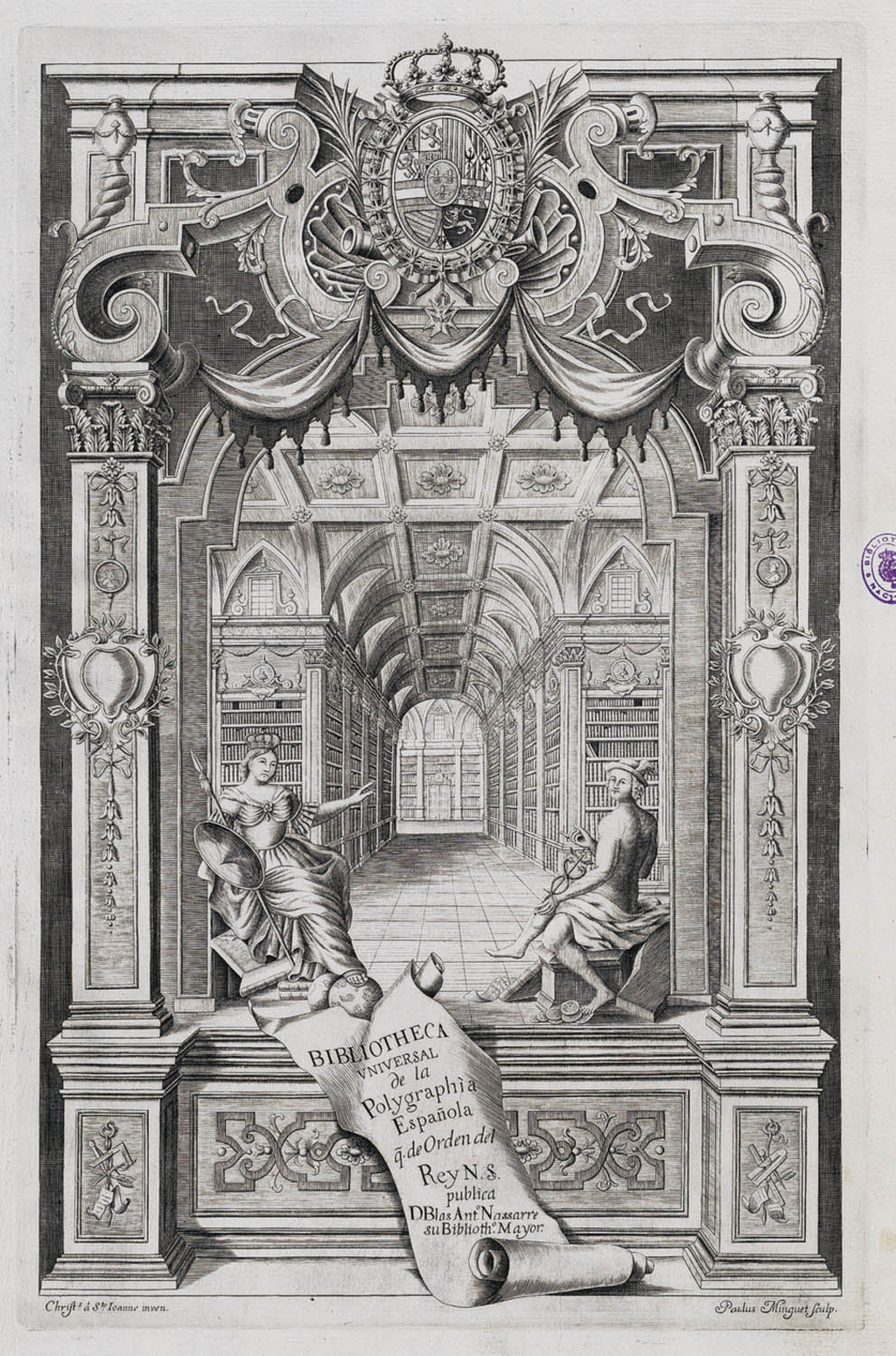
Frontispicio de Bibliotheca universal de la polygraphia española compuesta por Don Christoval Rodriguez, Madrid, por Antonio Marín, 1738. Grabado calcográfico firmado "Christs. a Sto. Ioanne inv.", "Paulus Minguet sculp." Biblioteca Nacional de España.

Cristóbal Rodríguez (Las Navas del Marqués, 1677-h. 1738) fue un archivero, paleógrafo y escritor español. 
No se conocen muchos detalles sobre su vida. Estudió en Ávila, donde fue nombrado archivero de la catedral. Posteriormente se trasladó a Madrid para trabajar como archivero del Duque del Infantado y comisario de la Santa Inquisición. Fue el autor del primer tratado de paleografía español, la Bibliotheca Universal de la  Polygraphia española, obra que comenzó en 1708, siendo archivero de la catedral de Ávila ampliándola después de tener contacto con la obra del francés Jean Mabillon. Concluida por su autor en 1730, se editó póstumamente en 1738 por parte de la Real Librería (actual Biblioteca Nacional de España), siendo la primera vez que esta actuaba como editor literario.